# بالاترین
بالاترین یک وبگاه مشارکت عمومی و بر اساس رأی کاربران است که توسط مهدی یحیی‌نژاد در تاریخ ۱۶ اوت ۲۰۰۶ شکل گرفت.
این وبگاه که با هدف عرضه، پیدا کردن و جداکردن لینک‌های جدید توسط کاربران بر اساس ساختار وب‌سایت معروف دیگ (Digg) ایجاد شده، از ساختار رأی‌گیری برای هر لینک استفاده می‌کند.
در بالاترین تنها کاربران عضو شده حق رأی و اظهار نظر(کامنت) دارند. عضویت در بالاترین برای همه آزاد است. در وبگاه بالاترین لینک‌های تازه اضافه‌شده‌ای که بیشترین آرای کاربران را کسب کنند در صفحهٔ اول قرار می‌گیرند.
این سایت با استفاده از روبی آن ریلز نوشته شده‌است.
از ایجکس هم در قسمت رأی دادن استفاده شده‌است.

## امکانات جدید

### بالاچه
بالاچه، بالاترین کوچکی است که شما می‌سازید، برایش قانون می‌گذارید و آن را اداره می‌کنید.
.